# Antropologia organizacji
Antropologia organizacji to podejście z zakresu nauk społecznych, występujące w zarządzaniu, socjologii oraz antropologii kulturowej.
Polega na traktowaniu badanych organizacji jak obcych kultur, z wykorzystaniem klasycznego aparatu pojęciowego antropologii i metod jakościowych.

## Charakterystyka
Niekiedy jest nazywana zamiennie etnografią organizacji, jednak wielu badaczy podkreśla, że etnografia organizacji to efekt przeprowadzonego badania, czyli użycie narzędzia umożliwiającego pozyskiwanie danych empirycznych w postaci tekstu, który antropologia kulturowa analizuje w zależności od podejścia i paradygmatu np. interpretatywnego, funkcjonalistycznego, humanistycznego czy strukturalnego.
Dlatego antropologia organizacji obejmuje zestaw charakterystycznych dla etnografii i badań etnograficznych metod pozyskiwania danych w postaci wywiadu, obserwacji i analizy tekstu. Prekursorem wykorzystania narzędzi etnograficznych do badań antropologicznych był, pomimo pierwotnego projektu dla zastosowań akademickich antropolog Bronisław Malinowski.
Konsolidacja nurtu antropologicznego w „zagospodarowaniu” organizacyjnym ujawnia się w tym, że kultura staje się własnością grupy 
(zarówno konceptualizowanej, jak ograniczonej i jednolitej), która trwa i utrzymuje się w czasie w sensie niezmienności i jest współdzielona w tym sensie, że istnieje w niej konsensus i niedwuznaczność co do wartości, norm, przekonań itp. To skupienie się na konsensusie wydaje się być kluczowym punktem różnic pomiędzy studiami organizacyjnymi, a antropologią.
W badaniach nad organizacją antropologiczny badacz powinien dokonać rozróżnienia i być świadomy dychotomii emic/etic, czyli zdystansowanego obserwatora, czy badacza od wewnątrz (insider research). Kombinacja zdystansowania i głębokiego zbliżenia do świata organizacji jest kluczowa dla metody etnograficznego poznania poprzez obserwację uczestniczącą. W tym wypadku następuje wymuszenie optymalizacji badawczej, czyli połączenia dwóch ról: badacza typu insider i typu outsider, do „bycia zmarginalizowanym tubylcem, niewinnym etnografem, obcym, czy przyjacielem jednocześnie”.
Oderwanie takie jest również konieczne, aby zaobserwować konstrukcję abstrakcyjnej rzeczywistości, na przykład:  sieci społecznych relacji, która jest z kolei konstruowana przez aktorów danej społeczności. Taką społeczność najlepiej badać w antropologicznym nastawieniu. W takiej pozycji badacz społeczny powinien widzieć w sposób jasny i czytelny drugiego człowieka i być jednocześnie empatyczny oraz przygotowany na to, że badania terenowe prowadzi się niemal 24 godziny na dobę, bez względu na miejsce.
Barbara Czarniawska, która jest twórcą tego nastawienia słusznie twierdzi, że w odniesieniu do badań naukowych w organizacjach technika obserwacji uczestniczącej oznacza, że badacz przyjmuje rolę członka tej organizacji albo alternatywnie, pracownik staje się badaczem. Ta metoda zaadaptowana została na przykład przez Melville Daltona, który zajmował stanowisko menedżera, przez Michaela Burawoya, który pracował jako operator maszyny, przez Johna Van Maanema, który przeszedł specjalne szkolenie, aby zostać trenerem w policji i w końcu przez Robina Leidnera, który był pracownikiem sieci McDonald’s.
Poza Barbarą Czarniawską na świecie, w Polsce kierunek reprezentowany jest m.in. przez Dariusza Jemielniaka, Monikę Kosterę i Krzysztofa Koneckiego.